# Кругла площа (Полтава)
Кру́гла пло́ща (стара назва — Олекса́ндрівська) — історичний майдан у Полтаві, композиційний центр і символ міста. Пам'ятка містобудування і архітектури національного значення. Основа класичного архітектурного ансамблю площі закладена в 1805–1841 роках. У 1840–1842 роках центральна частина площі, засаджена деревами, перетворилася на парк з кільцевою магістраллю та радіальними алеями — Корпусний сад. Композиційне завершення площа отримала в 1945–1969 роках після відбудови.

## Архітектурний ансамбль площі
Ансамбль Круглої площі є одним з найвизначніших архітектурних комплексів України в стилі російського класицизму і єдиним на пострадянському просторі композиційно завершеним архітектурним ансамблем доби губернського класицизму.
Сучасний ансамбль площі — це відновлений і реставрований у 1945–1969 роках (з певними змінами і доповненнями) архітектурний комплекс зруйнованої під час Другої світової війни колишньої Олександрівської площі середини XIX сторіччя, реалізований за проєктом місцевих архітекторів Л. С. Вайнгорта і Д. М. Литвинцева (1944). У відродженому ансамблі втілені характерні риси і прогресивні способи російської та української архітектури і містобудування.
Площа в плані кругла, діаметром 375 метрів (загальна площа близько 10 га), з вісьмома радіусами вулиць, що розходяться.
Композиційний центр площі — також круглий у плані Жовтневий парк (інша назва Корпусний сад) площею 6 га. Парк розрізають вісім радіальних алей, чотири з яких головні. Домінантою ансамблю площі є 16-метровий монумент Слави (висота загальна 16,61 м, колони з капітеллю 10,35 м), встановлений у геометричному центрі парку. Пам'ятник в центрі площі традиційно вважається одним із символів Полтави.
По колу площі розташовано вісім адміністративних споруд і житлових будинків — по одному в кожному секторі, — збудованих в єдиному класичному стилі з класицистичним і неоренесансним декором. Сім з восьми будинків (крім будівлі Головпоштамту, яка зведена у 1957 році і остаточно завершила формування цілісного ансамблю площі) — пам'ятки архітектури.
Винятковою особливістю Круглої площі є те, що проєкти «зразкових будівель губернських міст», розроблені в стилі губернського класицизму професором архітектури А. Д. Захаровим на початку XIX сторіччя, були зібрані воєдино тільки в Полтаві. Площа вважається єдиним у світі цілісним класицистичним ансамблем круглої площі, збудованим в єдиному стилі.

## Історія
Олександрівська площа, названа так на честь тодішнього російського імператора Олександра I, почала забудовуватись у 1805–1811 роках за планом, розробленим губернським архітектором, випускником московської архітектурної школи, Михайлом Амвросимовим. Героїчний масштаб, створюваний великим ордером головних фасадів будівель, їхня ієрархічна підпорядкованість та сувора стильова єдність архітектурних елементів площі мали на меті найповніше виявити головну художню ідею ансамблю — уславлення російської імперської величності.
Наприкінці XVIII — початку XIX століть у Росії широко велися роботи з переоблаштування старих провінційних міст з урахуванням столичного містобудівного досвіду. Особлива увага приділялася губернським містам. У 1802 році утворилася Полтавська губернія, при губернському управлінні були створені будівельна і губернська креслярська експедиції. А в 1803 році розроблений регулярний план розбудови Полтави як адміністративного центру новоутвореної губернії на 1804–1805 роки.
Амвросимов запропонував полтавському генерал-губернатору Олексію Куракіну розмістити адмінбудівлі західніше історичного центру міста (яким була Соборна площа на Івановій горі), на місці, де, згідно з переказами, полтавці зустрічали царя Петра І та його армію після Полтавської битви. За пропозицією архітектора, площа мала бути круглою, що відповідало на той час радіальному трасуванню шляхів, які в XVII — на початку XIX століть розходилися від міської брами на Київ, Костянтиноград, Кременчук, Москву, Новоросійськ і Харків. У XVIII столітті в цій місцевості був Ярмарковий вигін, тому на новій площі первісно планувалося також розмістити лавки для продажу дьогтю й вина.
У зв'язку з наближенням 100-річчя Полтавської битви виникла ідея на відзнаку цієї події спорудити монумент, місце для якого визначили на головній площі, а адміністративні будівлі розташувати довкола нього по колу. Більшість будинків передбачалося побудувати за типовими проєктами «зразкових будівель губернських міст» (так звані «апробовані проєкти»), розробленими в Петербурзі під керівництвом відомого російського архітектора Адріяна Захарова.
|  |  |

Проєкт площі було затверджено в 1805 році, в 1806 році розроблено «Генеральне положення казенних будівель на полі Олександрівської площі», де позначені обриси всіх будівель, за винятком будинку генерал-губернатора, для якого залишили місце в північно-західному секторі. Проєктом передбачалося побудувати губернські державні установи, будинок цивільного губернатора, будинок віце-губернатора, Малоросійський поштамт, Дворянське зібрання, повітові державні установи, губернську гімназію.
Будівництво більшості будинків було здійснене протягом 1806–1811 років. Домінантою ансамблю став пам'ятник Слави, встановлений у геометричному центрі площі на місці перетину осей восьми радіальних вулиць і головних осей симетрії всіх розташованих по периметру споруд. Відкритий 27 червня 1811 року, монумент замикав перспективи вулиць, спрямованих на головні містобудівні домінанти старого міста: Успенський собор, Хрестовоздвиженський монастир, парафіяльні церкви. Все це забезпечувало композиційну цілісність ансамблю, його органічне включення в історично сформоване середовище.

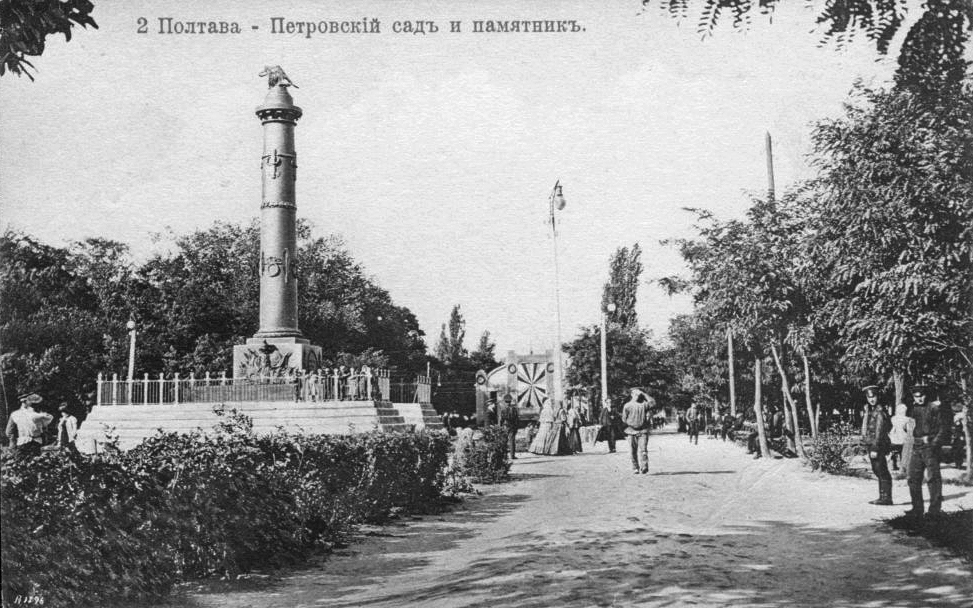
Монумент слави в Корпусному саду

Згодом ансамбль площі зазнав суттєвих змін. Так, щоб нейтралізувати невідповідність висоти забудови розмірам площі, в 1820-х роках центральне коло розбили доріжками на чотири сектори, створивши палісадники з клумбами. У 1830-х роках влаштовано сквер з радіальними алеями. Дещо пізніше зведено Поштамт і Дворянське зібрання, проєкт гімназії лишився не реалізованим, натомість на її місці в 1835–1840 роках споруджено Полтавський кадетський корпус.
«Регулярний план», за яким велося будівництво центральних вулиць міста, передбачав його переоблаштування на зразок «в малому вигляді Санкт-Петербурга». Цей амбітний план вдався лише частково: у центральній частині Полтави вулиці перетинаються лише під прямим кутом, утворюючи прямокутники кварталів, а Кругла площа на вигляд схожа на один з куточків старого Петербурга. Головними особливостями, які вплинули на формування ансамблю площі, стали її великі розміри, вільна симетрична забудова прилеглих кварталів за принципом поміщицької садиби з головним корпусом по осі та службами по боках, органічний взаємозв'язок, стильова єдність при різноманітності індивідуальних рішень. Всі будівлі мали два основних поверхи, підняті на високий рустований цоколь. Композиційному об'єднанню ансамблю сприяв великий масштаб колонних портиків і чергування будинків з акцентованими трикутними фронтонами і без них з горизонтальними аттиками. Добре помітно, що кожна зі споруд відрізняється розмірами і декором відповідно до рангу свого господаря. Проте принципи функціонального зонування і планування будівель були спільними: головним був бельетаж, де розміщалися парадні зали, приймальні й кабінети; на 2-му поверсі — житлові апартаменти, у цоколі — приміщення обслуги. Це виявлялося ззовні архітектурним членуванням фасадів. Характерною рисою, яка не збереглась в архітектурі площі, була відсутність входів у них з боку площі — всі парадні входи були на дворових фасадах. У цьому виявлявся вплив традиційних принципів формування поміщицького садибного будинку. Найбільшою спорудою ансамблю був кадетський корпус, який займав весь фронт площі між двома радіальними вулицями. Своєю важкою масою і прямолінійністю постановки, без врахування криволінійного периметру площі, він і досі дещо порушує просторову врівноваженість загальної композиції.

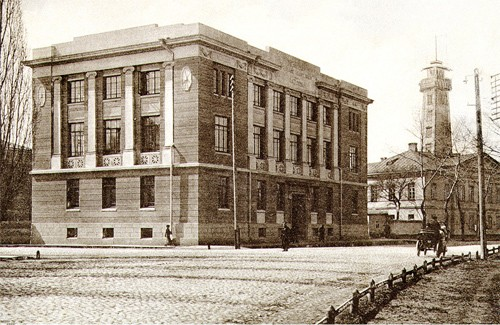
Полтавська жіноча художньо-реміснича школа імені С. С. Хрульова

У другій половині XIX століття деякі будинки площі зазнали реконструкції: головний корпус і флігелі поштамту було об'єднано в одну споруду з неоренесансним декором, добудовано за проєктом харківського архітектора Данилова губернські державні установи. Серйозний дисонанс внесло спорудження у 1911–1913 роках на місці повітових державних установ художньо-ремісничого училища імені Хрульова у формах модерну.
У 1840-х роках площа вперше обсаджена екзотичними деревами, завезеними з-за кордону — пірамідальними тополями. У 1881 році сквер у центрі площі був огороджений чавунною литою огорожею, у 1886 році висаджено дерева. Коли вони розрослися, Кругла площа перетворилася на парк з кільцевою магістраллю та радіальними алеями.
1842 року «височайшим повелінням» Олександрівський сад передано Петровському кадетському корпусу, відтоді його нова назва — Корпусний парк (інколи — Корпусний сад). У 1880 році парк подаровано місту. Це був єдиний із трьох парків тодішньої Полтави, загальнодоступний для всіх городян, позбавлений вхідної плати, в якому на вихідні грав духовий оркестр. За часів Української Народної Республіки парк отримав назву Мазепиного гаю, а з 1920-х років став Жовтневим парком.
Архітектурний ансамбль Круглої площі на початку XX століття
Під час Другої світової війни ансамбль площі був практично зруйнований — від будинків залишилися лише муровані «коробки», а дахи, перекриття, вікна і двері були знищені пожежами. Після визволення Полтави, в 1944 році було оголошено Всесоюзний конкурс на реконструкцію площі, на який представили багато робіт. Переважна більшість авторів пропонувала знести ансамбль і на його місці збудувати сучасний у стилі сталінського ампіру. Деякими проєктами пропонувалося зробити площу квадратною, залишити тільки монумент Слави. На наше щастя переміг проєкт авторської групи полтавських архітекторів під керівництвом Л. С. Вайнгорта і Д. М. Литвинцева за участі М. І. Лябчука, М. Ю. Онищенка і П. П. Черняхівця, яка запропонувала ретельно відреставрувати весь класицистичний ансамбль, а втрати доповнити будівлями в тій же стилістиці.
Проєкт був реалізований протягом 1945–1963 років. Більшість споруд відновлено в первісному вигляді за архівними кресленнями, але з внутрішнім плануванням, яке диктувалося новими функціональними вимогами. В ході реконструкції були усунуті стилістичні похибки минулого. Наприклад, будинок міськкому партії — колишній будинок Малоросійського поштамту, а нинішньої школи мистецтв, — в середині XIX століття був реконструйований, внаслідок чого його зовнішній вигляд отримав барокове рішення. І тільки після війни будівлі було повернуто історичну стилістику із колонадою та портиком.
У 1957 році споруджено Полтавський будинок зв'язку, який завершив формування класицистичного ансамблю площі: на тому місці, де тепер розташований центральний вхід до поштамту, до війни стояв маленький півтораповерховий будиночок повітових державних установ. Ліворуч, на розі вулиці 1100-ліття Полтави, — будинок художньо-ремісничої школи імені Хрульова, який за стилістикою зовсім не відповідав загальному стилю ансамблю Круглої площі. Під час війни будинок повітових державних установ майже повністю було зруйновано, а будинок Хрульова хоч і постраждав, але залишився. Коли вирішувалося питання формування цілісності ансамблю зруйнованої площі, будинок художньо-ремісничої школи органічно включили до загальної композиції новопроєктованого поштамту. А його стилістику, декор та елементи фасаду змінили на класицистичні. Цим було завершено ансамбль, строго витриманий в єдиному стилі.
У 2008–2009 роках, до 300-річчя Полтавської битви, транспортна розв'язка Круглої площі була реконструйована — за проєктом архітекторів В. Тригубова, В. Вадімова та С. Петера, з боку вулиць 1100-річчя Полтави і Соборності побудовані зручні комплексні підземні переходи до Корпусного саду, з виходами, які підкреслюють загальний стиль площі, а також сучасний підземний торговельно-розважальний комплекс «Злато місто» (зменшений аналог відомого київського «Глобуса»).
Кругла площа — найцінніший елемент архітектурної спадщини Полтави. На жаль, у наш час унікальна історична пам'ятка знову може бути втрачена. Частина об'єктів поступово руйнується. З семи будинків, які входять до ансамблю Круглої площі, чотири перебувають в аварійному стані. Найбільших руйнувань зазнає домінанта північного сектора площі — Будинок кадетського корпусу: у липні 1995 року відбувся останній випуск Полтавського вищого зенітно-ракетного командного училища, яке розташовувалося у приміщеннях Кадетського корпусу, і з того часу триває руйнація історичної споруди. Становище пам'ятки погіршувалось зі зміною його форми власності в 2004 році. Нарешті, в 2012 році будівля була переведена в комунальну власність. Однак досі громаді не пред'явлено плану її рятування. На думку фахівців чергової зими рештки колишньої гордості міста можуть не пережити. Не в кращому стані кінотеатр імені Котляревського, розташований у будинку Дворянського зібрання — будівля кінотеатру розсипається на очах. Капітального ремонту конче потребують також Мала академія мистецтв імені Раїси Кириченко (будинок Малоросійського поштамту) та Обласна рада профспілок (будинок генерал-губернатора).

## Транспортне сполучення, проїзд
Кругла площа — не тільки композиційний центр міста, а й важлива транспортна розв'язка. Кільцева магістраль по колу Корпусного саду — вулиця Соборності. До площі радіально примикають також вулиці Театральна, В'ячеслава Чорновола, Монастирська, 1100-річчя Полтави, Лідова.
Зупинки громадського транспорту — «Корпусний парк» (біля кінотеатру імені Котляревського) і «Будинок зв'язку» (поруч з Головпоштамтом). Транспорт: тролейбуси № 1, 4, 5, 12, 15; автобуси № 2, 6, 7, 10, 19 (19а), 20, 21, 23/24, 25, 27, 33, 38, 43, 44, 50, 51, 52, 56; маршрутні таксі № 18, 22, 22/4, 26, 29, 30, 31, 32, 36, 37, 41, 42, 46, 48, 53, 54, 57, 58, 60, 62, 66.

## Пам'ятки історії та архітектури
Комплекс пам’яток Круглої площі внесений до Державного реєстру національного культурного надбання під № 577.
Композиційним центром площі є пам'ятка садово-паркового мистецтва — Жовтневий парк, або Корпусний сад.
Як окремі об'єкти культурної спадщини до Реєстру також внесені елементи ансамблю:
| Охоронний номер | Найменування пам'ятки                             | Рік спорудження/відбудови | Адреса, координати                                                                                             | Зображення |
| 577/1, 160010-Н | Монумент Слави                                    | 1811                      | вул. Соборності, Жовтневий парк 49°35′22.41″ пн. ш. 34°33′4.23″ сх. д. / 49.5895583° пн. ш. 34.5511750° сх. д. |            |
| 577/2           | Будинок Малоросійського поштамту                  | 1809/1963                 | вул. Соборності, 35 49°35′19″ пн. ш. 34°32′56″ сх. д. / 49.58861° пн. ш. 34.54889° сх. д.                      |            |
| 577/3           | Будинок Полтавських губернських державних установ | 1811/1952                 | вул. Соборності, 36 49°35′21.4″ пн. ш. 34°33′12.92″ сх. д. / 49.589278° пн. ш. 34.5535889° сх. д.              |            |
| 577/4           | Будинок Полтавського генерал-губернатора          | 1811/1960                 | вул. Соборності, 37 49°35′23.99″ пн. ш. 34°32′55.12″ сх. д. / 49.5899972° пн. ш. 34.5486444° сх. д.            |            |
| 577/5           | Петровський Полтавський кадетський корпус         | 1840/1950-ті              | вул. Соборності, 42 49°35′27.37″ пн. ш. 34°32′59.67″ сх. д. / 49.5909361° пн. ш. 34.5499083° сх. д.            |            |
| 577/6           | Будинок Полтавського дворянського зібрання        | 1810/1947                 | вул. Соборності, 31 49°35′17.28″ пн. ш. 34°33′8.84″ сх. д. / 49.5881333° пн. ш. 34.5524556° сх. д.             |            |
| 577/7           | Будинок Полтавського цивільного губернатора       | 1811/1956                 | вул. Соборності, 38 49°35′25.85″ пн. ш. 34°33′11.70″ сх. д. / 49.5905139° пн. ш. 34.5532500° сх. д.            |            |
| 577/8           | Будинок Полтавського віце-губернатора             | 1811/1956                 | вул. Соборності, 40 49°35′28.14″ пн. ш. 34°33′6.61″ сх. д. / 49.5911500° пн. ш. 34.5518361° сх. д.             |            |

## Цікаві факти
Серед дослідників побутує думка, що за первісним задумом архітектора, ансамбль Круглої площі мав стати таким собі «малим Петербургом» — зменшеною копією Двірцевої площі в Санкт-Петербурзі зі своєю «Олександрівською колоною» — монументом Слави в фокусі. Але, зрештою, на відміну від закутої в граніт петербурзької Двірцевої, композиційним центром полтавської центральної площі став зелений парк. При цьому, коли говорять про Полтаву як «Петербург у мініатюрі» в цілому, зовсім нехтується хронологія розбудови обох площ, відмінний концептуальний підхід у розробці планування центральної частини обох міст, зумовлений геоландшафтним фактором: радіально-кільцеве планування в умовах ворсклянської правобережної тераси та лінійно-магістральне планування обабіч невських рукавів.
Разом з Білою альтанкою, Хрестовоздвиженським монастирем, будинком губернського земства, Спаською церквою, полем Полтавської битви та будинком Дворянського і Селянського банків Кругла площа визнана одним з «семи чудес Полтави».